# Viscount Alanbrooke

Wappen der Viscounts Alanbrooke

Viscount Alanbrooke, of Brookeborough in the County of Fermanagh, war ein erblicher britischer Adelstitel in der Peerage of the United Kingdom.

## Verleihung und nachgeordnete Titel
Der Titel wurde am 29. Januar 1946 für den Field Marshal Alan Brooke, 1. Baron Alanbrooke geschaffen. Ihm war bereits am 18. September 1945 der fortan nachgeordnete Titel Baron Alanbrooke, of Brookeborough in the County of Fermanagh, verliehen worden.
Ihm folgte sein Sohn Thomas nach, welcher zeitlebens unverheiratet und kinderlos war. Danach hatte dessen Halbbruder Alan Brooke als 3. Viscount den Titel inne. Bei seinem Tod am 10. Januar 2018 erlosch der Titel.

## Liste der Viscounts Alanbrooke (1946)
- Alan Brooke, 1. Viscount Alanbrooke (1883–1963)
- Thomas Brooke, 2. Viscount Alanbrooke (1920–1972)
- Alan Brooke, 3. Viscount Alanbrooke (1932–2018)